# Куинтано
Куинта̀но (на италиански: Quintano, на местен диалект: Quintà, Куинта) е село и община в Северна Италия, провинция Кремона, регион Ломбардия. Разположено е на 91 m надморска височина. Населението на общината е 948 души (към 2016 г.).